# Cowspiracy – Das Geheimnis der Nachhaltigkeit
Cowspiracy – Das Geheimnis der Nachhaltigkeit ist ein Dokumentarfilm aus dem Jahr 2014, produziert von Kip Andersen und Keegan Kuhn (What the Health). Der Film behandelt den Einfluss der Viehwirtschaft auf die Umwelt. Kernaussage des Films ist, dass die weltweite Fleisch- und Fischindustrie einen weit größeren Einfluss auf Klima und Umwelt schädigende Treibhausgase habe als sämtliche anderen Abgasemissionen zusammengenommen.
Der Film beschäftigt sich mit der Frage, warum diese Hypothese kaum oder gar keine Beachtung bei führenden Umweltorganisationen findet. Die Standpunkte von Umweltorganisationen zu diesem Thema werden beleuchtet, darunter Greenpeace, Sierra Club, Surfrider Foundation und Rainforest Action Network.
Die Hypothese stammt aus einem 2009 veröffentlichten, nicht-fachbegutachteten Bericht des Worldwatch Institute (WI). Kritiker des Films wiesen darauf hin, dass diese Hypothese dem Stand der Wissenschaft widerspricht. Tatsächlich liegt der Beitrag der Viehwirtschaft zu den weltweiten Treibhausgasemissionen bei etwa 15 %. Mehrere wissenschaftliche Arbeiten und Institutionen bezeichneten das methodische Vorgehen des WI-Berichtes als mangelhaft und unhaltbar.

## Entstehung
Der Film entstand durch Crowdfunding auf Indiegogo durch 1.449 Förderer, die insgesamt 117.092 US$ beigetragen haben. Der Förderbetrag übertraf das selbstgesteckte Ziel um mehr als das Doppelte (217 %). Dies ermöglichte so die Synchronisierung in Spanisch und Deutsch sowie die Untertitelung mit mehr als zehn weiteren Sprachen, unter anderem auch mit russischen und chinesischen Untertiteln. Vorführungen sind lizenziert durch die Organisation Animals United Movement (A.U.M.).
Am 15. September 2015 hatte ein neuer Zusammenschnitt dieses Dokumentarfilms seine Weltpremiere auf Netflix. Leitender Produzent war dabei Leonardo DiCaprio.
Eine Präsentation und Podiumsdiskussion im Zusammenhang mit diesem Dokumentarfilm fand am 2. Dezember 2015 im EU-Parlament statt.

## Titel
Beim Titel Cowspiracy handelt es sich um eine Wortkreuzung aus den englischen Wörtern cow ‚Kuh‘ und conspiracy ‚Verschwörung‘.

## Personen
- Lisa Agabian (Sea Shepherd Conservation Society)
- Manucher Alemi (Department of Water Resources)
- Lindsey Allen (Rainforest Action Network)
- Kip Andersen (Koregisseur)
- Will Anderson (Greenpeace)
- Deniz Bolbol (American Wild Horse)
- Heather Cooley (Pacific Institute)
- Kamyar Guivetchi (Department of Water Resources)
- Bruce Hamilton (Sierra Club)
- Susan Hartland (Sea Shepherd Conservation Society)
- Michael Klaper (Arzt)
- Howard Lyman
- Demosthenes Maratos (Sustainability Institute)
- Chad Nelsen (Surfrider Foundation)
- Ann Notthoff (Natural Resources Defense Council)
- Richard Oppenlander (Umweltforscher)
- Lauren Ornelas (Food Empowerment Project)
- Michael Pollan
- William Potter
- Leila Salazar (Amazon Watch)
- Geoff Shester (Oceana)
- Kirk R. Smith (Professor für globale Umweltgesundheit)[10]

## Kritiken
„Der Film ist gespickt mit Zahlen und Fakten, kommt aber ohne Zeigefinger aus. Gegen Ende wird die Botschaft etwas gar durchsichtig und einseitig – nur der Veganismus kann die ökologische Apokalypse abwenden –, aber wie Anderson einen dahinführt, ist kurzweilig und äusserst erhellend. Und Humor hat er auch.“

Eine der Kernthesen des Films, dass die Viehhaltung mit ihren Nebeneffekten mehr als die Hälfte der weltweiten Treibhausgasemissionen verursachen würde, steht in deutlichem Widerspruch zum Stand der Wissenschaft. Der fünfte Sachstandsbericht des Weltklimarats kommt zu dem Ergebnis, dass im Jahr 2010 die Treibhausgasemissionen aus Land- und Forstwirtschaft und den damit verbundenen Landnutzungsänderungen, zum Beispiel aus Rodung von Wäldern, insgesamt für etwas weniger als ein Viertel aller Treibhausgasemissionen verantwortlich waren, Viehhaltung für einen Teil davon. Jüngere  Übersichtsarbeiten aus den Jahren 2015 und 2017 beziffern den Anteil der Viehhaltung an den gesamten Treibhausgasemissionen auf etwa 15 %.
Als Quelle für die These des Films wird ein nicht-fachbegutachteter Bericht des Worldwatch Institute (WI) aus dem Jahr 2009 angeführt. Wissenschaftler des Food and Climate Research Network (FCRN) der University of Oxford, der Union of Concerned Scientists, der Ernährungs- und Landwirtschaftsorganisation der Vereinten Nationen (FAO) und anderer Institutionen erklären die Differenz mit einem methodisch fragwürdigen Vorgehen im WI-Bericht. So wird dort CO2 aus der Atmung der Tiere mit einberechnet – ein unübliches Vorgehen, denn dieses CO2 stammt aus Futterpflanzen und befindet sich bereits im Kohlenstoffkreislauf; es wird ihm nicht, wie fossiles CO2, neu hinzugefügt und führt also zu keinen höheren Treibhausgaskonzentrationen. Zudem wird Methan im WI-Bericht und Film dreifach höher als üblich gewichtet; die gegenüber CO2 kurze Verweildauer von Methan in der Atmosphäre wird nicht berücksichtigt.
Die dem Film zugrunde liegenden Annahmen seien umfassend widerlegt, so resümiert das FCRN., S. 28 Sowohl der Weltklimarat als auch die Union of Concerned Scientists nennen die Reduzierung des Fleischkonsums eine dennoch wichtige Klimaschutzmaßnahme.

## Auszeichnungen
Cowspiracy erhielt den Publikumspreis auf dem südafrikanischen Eco Film Festival 2015 und den Preis für den besten ausländischen Film beim zwölften Festival de films de Portneuf sur l’environnement.